# 루이 라모트
루이 라모트(프랑스어: Louis Lamothe, 1822년 4월 23일~1869년 12월 15일)는 리옹에서 태어난 프랑스의 아카데믹 화가이다. 그는 에드가 드가, 쥘 엘리 들로네, 앙리 르롤, 앙리 르뇰, 제임스 티소 등 몇몇 유명한 예술가들의 스승으로 알려져 있다.
라모트는 장오귀스트도미니크 앵그르와 장이폴리트 플랑드랭의 제자였다. 라모트는 1855년 장이폴리트 플랑드랭을 도와 St-Martin-d'Ainay 교회 장식을 돕기도 했다. 캐나다의 미술사학자 Jean Sutherland Boggs는 라모트를 "경건한 기독교 전통"의 역사화가로 묘사하고 라모트의 "올바르고 도덕적이며 부르주아적이고 심지어 신성한 초상화"를 장이폴리트 플랑드랭이 그린 초상화에 비유했다.